# Стародуб Олексій Володимирович
Олексій Володимирович Стародуб (21 лютого 1960, Карелія — 11 січня 2023, м. Біла Церква) — український історик, краєзнавець, генеалог, археолог. Провідний редактор Білоцерківської централізованої бібліотечної системи, старший науковий співробітник Білоцерківського краєзнавчого музею.

## Життєпис
Народився 21 лютого 1960 року в Карелії (Росія). Закінчив історичний факультет Київського державного університету ім. Т. Шевченка (1987).
З липня 1987 працював у Білоцерківському краєзнавчому музеї. Почав свою професійну кар'єру зі старшого наукового співробітника, згодом, у жовтні 1990 року, був призначений завідувачем сектору археології, а в 1991 році — завідувачем відділу природи та археології музею.
За роки роботи у музеї був незмінним учасником археологічних експедицій, під час яких знаходив чимало цікавих історичних артефактів — предмети побуту народів часів кам'яного віку, церковні атрибути, ювелірні вироби, знаряддя праці. В експозиційній залі «Археологія» та фондах музею представлено багато речей, знайдених Стародубом О. В., у тому числі й археологічний матеріал доби Київської Русі, зібраний на розкопках з 1987 по 1998 рр.
Задля можливості займатися краєзнавчими дослідженнями на початку 2005 року перейшов на половину ставки старшим співробітником згаданого закладу, а згодом й звільнився. Наприкінці 2015 — знову прийнятий на посаду старшого наукового співробітника за сумісництвом.
Помер 11 січня 2023 року.

## Громадська діяльність
Вчений секретар Товариства охорони старожитностей Київщини (з 1996 р.).
Один із засновників і член Білоцерківського осередку Українського геральдичного товариства (з 1998 р.).

## Наукова діяльність
Систематично опрацьовував краєзнавчі матеріали в архівах. Самостійно та в складі археологічних експедицій проводив обстеження і розкопки пам'яток археології у Київській, Вінницькій та Сумській областях, є автором та співавтором наукових археологічних звітів.
Науковий доробок Олексія Стародуба є дуже багатим і складається з публікацій, присвячених, окрім археології — історії козацтва, освіти, краєзнавчого руху, топоніміки, генеалогії Білої Церкви та її околиць. Був дослідником Білоцерківської історіографії. Багатим і значущим є його доробок в антропонімії, ономастиці, біографістиці тощо. Є автором понад 160 публікацій (статті, монографії) з цих питань, брав участь у наукових конференціях та семінарах державного, обласного і місцевого рівня.

### Основні публікації
- «Будівельна історія Білої Церкви» (у 4-х томах) (співавтори: Бондар А. В., Чернецький Є. А., Ярмола О. В.)[2]
- Власенко В. М., Стародуб О. В., Чернецький Є. А. Білоцерківський аграрний університет: від витоків до сьогодення. — Біла Церква, 2005. — 224 с.
- «Декомунізація міста Біла Церква. Інформаційний довідник з перейменування вулиць міста у 2016 р.» (співавтори: Бондар А. В., Виговська Т. М., Діденко Л. М., Іванців В. О., Климчук К. В., Чернецький Є. А.)[3]
- Ономастікон Васильківського повіту Київської губернії (кінець XVIII — початок ХІХ ст.) / Укладачі О. Стародуб, Є. Чернецький; Автор вступу О. Стародуб. — Біла Церква: Вид. О. В. Пшонківський, 2015. — 364 с.[4];
- «Білоцерківський біографічний словник. Матеріали»

## Нагороди
- Нагрудний знак «Відзнака міського голови» (21 лютого 2010);
- Лауреат міської літературно-мистецької премії ім. І. С. Нечуя-Левицького (2017).